# Tricyphona subaptera
Tricyphona subaptera är en tvåvingeart som först beskrevs av Alexander 1917.  Tricyphona subaptera ingår i släktet Tricyphona och familjen hårögonharkrankar. Inga underarter finns listade i Catalogue of Life.